# 芒齿小檗
芒齿小檗（学名：Berberis triacanthophora）为小檗科小檗属的植物，为中国的特有植物。分布于中国大陆的贵州、四川、陕西、湖南、湖北等地，生长于海拔500米至2,100米的地区，一般生于山坡杂木林中，目前尚未由人工引种栽培。